# I Dreamed a Dream (Les Misérables)
I Dreamed a Dream è una ballata tratta dal musical Les Miserables, composta da Claude-Michel Schönberg, col testo inglese di Herbert Kretzmer, basata sul testo francese di Alain Boublil.
Nella canzone, il personaggio di Fantine ricorda i tempi andati, quando lei sperava e sognava una vita felice e lieta, confrontandola con la disperazione della sua vita attuale, che ha spezzato tutti i sogni di gioventù.
Il brano si apre con il recitativo There was a time when men were kind (spesso omesso nelle esecuzioni in concerto), cui segue l'aria vera e propria, nella quale si alternano due temi principali. Quello di apertura si ripete due volte identico sulle prime otto strofe (I Dreamed a Dream ... No Wine Untasted), cui segue un secondo tema (but the Tigers ... turn your Dream to Shame) e nuovamente il primo in una chiave più alta (He slept a Summer...Storms We cannot weather) e, dopo un intermezzo strumentale, si conclude con la ripresa del secondo, anch'esso riproposto in una diversa chiave (I had a Dream my Life ... Life has killed The Dream I dreamed).
La canzone è presente nella prima versione parigina del musical del 1980, originariamente intitolata J'avais rêvé d'une autre vie e con testi di Alain Boublil. Tuttavia il brano definitivo, con il titolo inglese con cui oggi è noto, prende forma solo nel 1985, nella storica edizione londinese dello spettacolo, con testi in lingua inglese di Herbert Kretzmer. Cantata in scena e nella successiva incisione discografica dello show da Patti LuPone, ottiene un immediato successo e diviene uno dei brani più popolari dello spettacolo, oltre che uno dei più importanti standard per i cantanti di musical (soprattutto femminili).
Nelle incisioni ufficiali dello spettacolo è stata interpretata, dopo Patti LuPone, da Randy Graff (1987 Broadway Cast), Debra Byrne (1988 Complete Symphonic Recording), Ruthie Henshall (1995 10th Anniversary Concert), Madalena Alberto (2010 Anniversary Tour Album) e Lea Salonga (25th Anniversary Concert).
Tra gli altri interpreti di rilievo, Elaine Paige, Petula Clark, Allison Crowe, Michael Crawford, Aretha Franklin, Neil Diamond, Kiri Te Kanawa, Michael Ball, Maureen Moore e Lesley Garrett, raggiungendo una notevole fama al di fuori del mondo del musical dopo essere stata eseguita dalla cantante britannica Susan Boyle nella terza edizione del programma inglese Britain's Got Talent, e in numerose successive esibizioni (incluso un singolo discografico). Il brano è stato inoltre utilizzato in un episodio di Glee, interpretato da Lea Michele e Idina Menzel. Il brano è stato poi interpretato anche da Anne Hathaway nella versione cinematografica de Les Misérables diretta da Tom Hooper, permettendo all'attrice di vincere il suo primo Oscar nel 2013 come "Migliore attrice non protagonista".È stata cantata anche da Hayley Westenra. Viene cantata da Tom Ellis e Dennis Haysbert nel 10° episodio ("Maledetto Karaoke celestiale") della quinta stagione della serie tv Lucifer (serie televisiva)